# If... (album)
If... – drugi album grupy Kr’shna Brothers, wydany w 1995 roku przez wydawnictwo Loud Out Records wyłącznie na kasecie magnetofonowej. W 2011 roku nakładem Metal Mind Productions ukazała się reedycja CD tego albumu.

## Lista utworów
| Lp. | Tytuł                     | Czas trwania |
| --- | ------------------------- | ------------ |
| 1.  | Jeżeli...                 | 3:16         |
| 2.  | Iron Head /Danger!/       | 4:29         |
| 3.  | I Feel You                | 3:27         |
| 4.  | I Fok                     | 3:13         |
| 5.  | Visit Me                  | 4:21         |
| 6.  | I'm Safe With You         | 3:49         |
| 7.  | Name Sake                 | 3:05         |
| 8.  | It Must Be A Mistake      | 3:25         |
| 9.  | Burning To The Inside     | 4:44         |
| 10. | Shout! Shout!             | 4:58         |
| 11. | Pole Zielone /Zakurzysz?/ | 4:10         |

## Skład
- Jacek Adamczyk – wokal, gitara
- Jarosław "Shadok" Szydłowski – gitara
- Jacek "Hrup Luck" Chraplak – gitara basowa
- Tomasz Goehs – perkusja